# Буджалуф, Али
Али Авад Хасан Буджалуф (араб. علي عوض حسن بو جلوف‎; род. 27 апреля 1995, Катар) — катарский футболист, полузащитник клуба «Катар СК». Выступал за национальную сборную Катара.

## Клубная карьера
Является воспитанником футбольного клуба «Катар СК», с которым в 2014 году подписал первый профессиональный контракт. Дебютировал в чемпионате Катара 22 августа 2014 года в игре первого тура с «Аль-Духаилем». Али начал встречу на скамейке запасных и на 81-й минуте при счёт 0:5 вышел на поле вместо Фадля Умара. 30 октября в матче с «Аль-Харитиятом» открыл счёт голам за клуб, отличившись уже на первой минуте матча. Всего в том сезоне на счету Буджалуфа 17 проведённых игр и 1 гол.
По итогам сезона 2015/16 «Катар СК» занял предпоследнее место в турнирной таблице и отправился во второй дивизион. Али не покинул команду и вместе с ней уже в следующем сезоне вернулся в Старс-лигу, заняв второе место. В стыковом матче с «Аль-Шаханией», состоявшемся 19 апреля 2017 года, «Катар СК» забил на 67-й минуте единственный гол. В конце игры в компенсированное время на поле случилась потасовка между игроками команды, в результате которой Буджалуф и Мухаммед аль-Рубаи были удалены с поля.

## Карьера в сборной
В составе молодёжной сборной Катара в 2015 году принимал участие в турнире в Тулоне. В первой игре с Францией Буджалуф вышел на замену на 67-й минуте вместо Мухаммеда Эльдина. Полузащитник принял участие во всех матчах своей сборной на турнире. Катар проиграл все четыре встречи и занял последнее место в группе.
В октябре 2018 года главный тренер национальной сборной испанец Феликс Санчес вызвал Али на товарищеские матчи с Эквадором и Узбекистаном, но в этих играх Буджалуф остался на скамейке запасных. Дебют за сборную состоялся 14 ноября в контрольном поединке с швейцарцами. На третьей компенсированной минуте встречи Али вышел на поле вместо Акрама Афифа.

## Достижения
«Катар СК»
- Серебряный призёр второго дивизиона: 2016/17

## Статистика выступлений

### В сборной
| Матчи и голы Али Буджалуфа за национальную сборную Катара | Матчи и голы Али Буджалуфа за национальную сборную Катара | Матчи и голы Али Буджалуфа за национальную сборную Катара | Матчи и голы Али Буджалуфа за национальную сборную Катара | Матчи и голы Али Буджалуфа за национальную сборную Катара | Матчи и голы Али Буджалуфа за национальную сборную Катара |
| №                                                         | Дата                                                      | Оппонент                                                  | Счёт                                                      | Голы                                                      | Соревнование                                              |
| --------------------------------------------------------- | --------------------------------------------------------- | --------------------------------------------------------- | --------------------------------------------------------- | --------------------------------------------------------- | --------------------------------------------------------- |
| 1                                                         | 14 ноября 2018                                            | Швейцария                                                 | 1:0                                                       | 0                                                         | Товарищеский матч                                         |
| 2                                                         | 19 ноября 2018                                            | Исландия                                                  | 2:2                                                       | 0                                                         | Товарищеский матч                                         |

Итого:2 матча и 0 голов; 1 победа, 1 ничья, 0 поражений.